# Beaufort, Jura
Beaufort je naselje in občina v vzhodnem francoskem departmaju Jura regije Franche-Comté. Leta 2009 je naselje imelo 1.014 prebivalcev.

## Geografija
Kraj leži v pokrajini Franche-Comté 47 km severno od Bourg-en-Bressa in 100 km jugozahodno od Besançona.

## Uprava
Beaufort je sedež istoimenskega kantona, v katerega so poleg njegove vključene še občine Augea, Augisey, Bonnaud, Cesancey, Cousance, Cuisia, Gizia, Grusse, Mallerey, Maynal, Orbagna, Rosay, Rotalier, Sainte-Agnès, Saint-Laurent-la-Roche, Vercia in Vincelles s 6.075 prebivalci.
Kanton Beaufort je sestavni del okrožja Lons-le-Saunier.

## Zgodovina
Beaufort se pojavlja v listinah iz 13. stoletja kot Belloforti, nanašajoč se na grad iz 12. stoletja, v lokalnem frankoprovansalskem jeziku Byo fort.

## Zanimivosti
Na ozemlju občine se nahajajo vinogradi, del Jurskega vinogradniškega območja, kjer pridelujejo vino s kontroliranim poreklom "Côtes-du-jura".
- ruševine gradu iz 12. stoletja,
- gotska cerkev sv. Kirika in Julite iz 15. stoletja.

## Vir
1. ↑  »Populations légales 2016«. Nacionalni inštitut za statistične in gospodarske raziskave. Pridobljeno 25. aprila 2019.
2. ↑  Ernest Nègre, Toponymie générale de la France : étymologie de 35 000 noms de lieux, Genève : Librairie Droz, 1990. Collection Publications romanes et françaises, volume CVCIII. Volume III : Formations dialectales (suite) ; formations françaises, p. 1479, notice 26855